# Lutych–Bastogne–Lutych 2015
101. ročník cyklistického závodu Lutych–Bastogne–Lutych se konal 26. dubna 2015. Vítězem se potřetí v kariéře stal Španěl Alejandro Valverde z týmu Movistar. Na druhém a třetím místě se umístili Francouz Julian Alaphilippe (Etixx–Quick-Step) a Valverdeho krajan Joaquim Rodríguez (Team Katusha).

## Týmy
Závodu se zúčastnilo celkem 25 týmů. Všech 17 UCI WorldTeamů bylo pozváno automaticky a muselo se zúčastnit závodu. Společně s osmi UCI ProTeamy tak utvořili startovní peloton složený z 25 týmů.

### UCI WorldTeamy
- AG2R La Mondiale
- Astana
- BMC Racing Team
- Etixx–Quick-Step
- FDJ
- IAM Cycling
- Lampre–Merida
- Lotto–Soudal
- Movistar Team
- Orica–GreenEDGE
- Cannondale–Garmin
- Team Giant–Alpecin
- Team Katusha
- LottoNL–Jumbo
- Team Sky
- Tinkoff–Saxo
- Trek Factory Racing

### UCI ProTeamy
- Cofidis
- MTN–Qhubeka
- Team Europcar
- Team Roompot
- Topsport Vlaanderen–Baloise
- Wanty–Groupe Gobert
- Bretagne–Séché Environnement
- CultEnergy Pro Cycling Team

## Výsledky

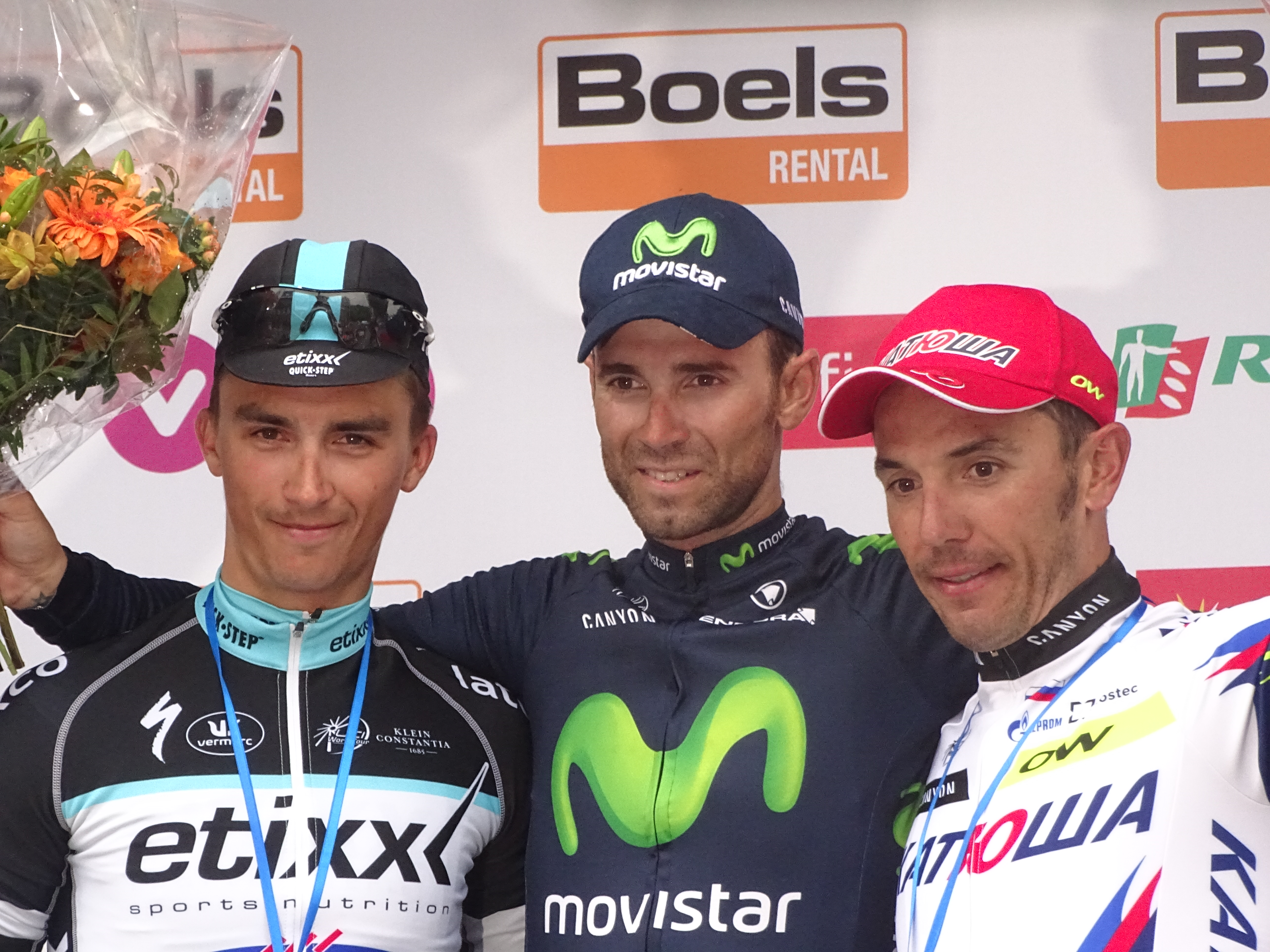
Finální pódium zleva: Julian Alaphilippe (2.), Alejandro Valverde (1.), Joaquim Rodríguez (3.).

| Pořadí | Jezdec                   | Tým              | Čas        |
| ------ | ------------------------ | ---------------- | ---------- |
| 1      | Alejandro Valverde (ESP) | Movistar Team    | 6h 14’ 20” |
| 2      | Julian Alaphilippe (FRA) | Etixx–Quick-Step | + 0”       |
| 3      | Joaquim Rodríguez (ESP)  | Team Katusha     | + 0”       |
| 4      | Rui Costa (POR)          | Lampre–Merida    | + 0”       |
| 5      | Roman Kreuziger (CZE)    | Tinkoff–Saxo     | + 0”       |
| 6      | Romain Bardet (FRA)      | AG2R La Mondiale | + 0”       |
| 7      | Sergio Henao (COL)       | Team Sky         | + 0”       |
| 8      | Domenico Pozzovivo (ITA) | AG2R La Mondiale | + 0”       |
| 9      | Jakob Fuglsang (DEN)     | Astana           | + 0”       |
| 10     | Daniel Moreno (ESP)      | Team Katusha     | + 0”       |